# پن و تلر: گولمون بزن!
پن و تلر: گولمون بزن! (انگلیسی: Penn & Teller: Fool Us) مسابقهٔ شعبده‌بازی تلویزیونی است که در آن شرکت‌کنندگان در مقابل پن و تلر، زوج شعبده‌باز-کمدین سرشناس اجرا می‌کنند. اگر پن و تلر نتوانند حدس بزنند که شرکت‌کننده چگونه شعبده‌اش را اجرا کند و «گول بخورند»، شرکت‌کننده برنده شده و یک جام دریافت می‌گیرد، علاوه‌بر آن در برنامهٔ خود پن و تلر در هتل ریو در لاس وگاس اجرا می‌کند.
فصل نخست این مسابقه در بریتانیا و از شبکه آی‌تی‌وی با مجری‌گری جاناتان راس در سال ۲۰۱۱ پخش شد. پس از آن به ایالات متحده آمریکا و شبکه سی‌دابلیو منتقل شد. از فصل سوم، الیسون هانیگان مجری برنامه شد. بروک برک مجری فصل دهم برنامه شد.

## نحوه اجرای برنامه
هر قسمت از برنامه پن و تلر: گولمون بزن با یک مقدمه آغاز می‌شود که هدف اصلی مجموعه را توضیح می‌دهد. پس از آن، پن و تلر روی صحنه حاضر شده و در مرکز می‌نشینند تا شعبده‌بازان مشتاق به اجرای خود بپردازند. بیشتر قسمت‌ها طوری طراحی شده‌اند که چهار اجرا را به نمایش بگذارند که همگی در مقابل پن و تلر و تماشاگران زنده استودیو انجام می‌شوند. با این حال، از نیمه دوم فصل ۷ تا فصل ۹، به دلیل همه‌گیری ویروس کرونا، اجراها برای تماشاگران مجازی پخش شدند.
پس از هر اجرا، پن و تلر به‌طور خصوصی با یکدیگر مشورت می‌کنند، در حالی که مجری برنامه با شعبده‌بازان مصاحبه می‌کند. سپس پن فاش می‌کند که آیا آنها روش اجرای ترفند را می‌دانند یا خیر. او معمولاً از زبان مبهم و رمزآلودی استفاده می‌کند که نوع ترفند به کار رفته را پیشنهاد می‌دهد. اگر زبان رمزآلود کارساز نباشد، آنها معمولاً روش را به صورت کتبی یادداشت کرده و به‌طور خصوصی به شعبده‌بازان ارائه می‌دهند تا تأیید کنند؛ این کار برای جلوگیری از افشای عمومی اسرار ترفند انجام می‌شود. تلر اشاره می‌کند که این زبان دوپهلو به آموزش تکنیک‌های جدید به مردم کمک می‌کند بدون اینکه راز ترفند فاش شود.
اگر پن و تلر اشتباه کنند یا نتوانند تشخیص دهند که ترفند چگونه انجام شده است، شعبده‌باز یک جایزه گولمون زدی و فرصت اجرا در یکی از نمایش‌های پن و تلر در لاس وگاس را برنده می‌شود. یک یا چند داور پشت صحنه، که به تکنیک‌های صنعت شعبده‌بازی مسلط هستند و از قبل از نحوه اجرای ترفند مطلع شده‌اند، تصمیمات لازم را در مورد اینکه آیا پن و تلر واقعاً فریب خورده‌اند یا خیر، اتخاذ می‌کنند. در پایان هر قسمت، پن و تلر خودشان یک اجرای شعبده‌بازی را به نمایش می‌گذارند.

## تاریخچه

### آغاز به کار و موفقیت اولیه
برنامه آزمایشی پن و تلر: گولمون بزن! ابتدا توسط جان کی کوپر، مدیر بخش سرگرمی آی‌تی‌وی (شبکه تلویزیونی)، سفارش داده شد. در فوریه ۲۰۱۱، با توجه به آمار بینندگان خوب، اعلام شد که یک مجموعه هشت قسمتی از این برنامه سفارش داده شده است که توسط شرکت‌های سپتمبر فیلمز تولید خواهد شد. این هشت قسمت در یک بلوک فیلمبرداری ده روزه فیلمبرداری شدند و پخش آنها از ژوئن ۲۰۱۱ آغاز شد.

### لغو توسط ITV و احیای مجدد
در ۲۸ ژوئن ۲۰۱۲، اعلام شد که آی‌تی‌وی این برنامه را لغو کرده است، با وجود اینکه به‌طور متوسط ۴ میلیون بیننده داشت که بالاتر از حد معمول برای آن بازه زمانی بود. پس از آنکه شبکه The CW در تابستان ۲۰۱۴ با پخش قسمت‌های تولید شده توسط ITV به موفقیت متوسطی در رتبه‌بندی دست یافت، یک فصل دوم از قسمت‌های اصلی را برای پخش در سال ۲۰۱۵ سفارش داد. فصل دوم برای سی‌دابلیو یک موفقیت بزرگ در رتبه‌بندی بود و بالاترین آمار بیننده را در آن بازه زمانی در پنج سال گذشته برای این شبکه به ارمغان آورد.
در ۱۱ اوت ۲۰۱۵، این مجموعه برای فصل سوم توسط The CW تمدید شد که در ۱۳ ژوئیه ۲۰۱۶ پخش آن آغاز شد و الیسون هانیگان به عنوان مجری جدید معرفی شد. فصل چهارم نیز در ۱۳ ژوئیه ۲۰۱۷ به روی آنتن رفت. یک قسمت ویژه دروغ سیزده در ۲ آوریل ۲۰۱۸ به عنوان پیش‌درآمدی برای فصل پنجم پخش شد که در ۲۵ ژوئن ۲۰۱۸ آغاز شد. پس از یک قسمت دیگر «دروغ سیزده» در ۱ آوریل ۲۰۱۹، فصل ششم در ۱۷ ژوئن ۲۰۱۹ آغاز به کار کرد.

### چالش‌های کووید-۱۹ و ادامه تولید
در تابستان ۲۰۲۰، این برنامه برای فصل هفتم تمدید شد که قرار بود فیلمبرداری آن در اکتبر ۲۰۲۰ آغاز شود. به دلیل محدودیت‌های ایمنی و سفر ناشی از کووید-۱۹، نیمه دوم فصل ۷ با تماشاگران مجازی فیلمبرداری شد و اجراهای بین‌المللی از طریق ویدئو از کشورهای مبدأ انجام گرفت. شعبده‌بازان و عوامل بیش از ۶۶۰ بار از نظر کووید آزمایش شدند که همه نتایج منفی بود. در ۲۰ ژانویه ۲۰۲۲، این مجموعه برای فصل نهم تمدید شد. در ۱۸ می ۲۰۲۳، این برنامه برای فصل دهم تمدید شد که با مجری جدید، بروک برک، در هفته‌های اول ژوئیه در تئاتر پن و تلر در کازینو و هتل تمام سوئیت ریو در لاس وگاس ضبط شد. فصل دهم در ۲۷ اکتبر ۲۰۲۳ پخش شد. در ژوئن ۲۰۲۴، این مجموعه برای فصل یازدهم تمدید شد که در ۲۴ ژانویه ۲۰۲۵ آغاز به کار کرد.